# Лоси
Ло́си (лат. Alces) — род парнокопытных млекопитающих, самые крупные представители семейства оленевых. Включает два вида: европейский лось (лат. Alces alces) и американский лось (лат. Alces americanus), которые имеют разное число хромосом (68 и 70, соответственно). Так как различие в хромосомах не препятствует гибридизации этих видов лосей, и оба вида в Восточной Сибири соседствуют на одной и той же территории, в последние годы многие учёные считают их подвидами одного вида (лат. Alces alces).

## Название
«Лось» — древнее русское слово, в форме «лоси» встречается ещё в Лаврентьевской летописи.

## Внешний вид
Длина тела самца до трёх метров, высота в холке до 2,3 метра, длина хвоста 12—13 сантиметров; масса 360—600 килограммов; на Дальнем Востоке России и в Канаде — до 655 килограммов. Самки меньше. По внешнему облику лось заметно отличается от других оленевых. Туловище и шея у него короткие, холка высокая, в виде горба. Ноги сильно вытянутые, поэтому, чтобы напиться, лось вынужден заходить глубоко в воду или становиться на запястья.
Голова крупная, горбоносая, с нависающей мясистой верхней губой. Под горлом мягкий кожистый вырост («серьга»), достигающий 25—40 см. Шерсть грубая, буровато-чёрная; ноги светло-серые, почти белые. Копыта на передних ногах заострены, что позволяет лосю использовать их как оружие в стычках с хищниками вроде волков или медведей. Всего одного удара таким копытом достаточно для того, чтобы пробить врагу череп или распороть живот.
У самцов огромные (самые крупные из современных млекопитающих) лопатообразные рога; их размах достигает 180 см, масса — 20—30 кг. По завершении гона (проходящего в сентябре—октябре), лось сбрасывает рога. В апреле—мае начинают расти новые. Самки безрогие.
Часто лося называют сохатым из-за рогов, своей формой напоминающих соху.

## Распространение
Лось распространён в лесной зоне Северного полушария, реже в лесотундре, лесостепи и на окраинах степной зоны.
В Европе встречается в Польше, Прибалтике, Чехии, Венгрии, Белоруссии, на севере Украины, в Скандинавии и в европейской части России. В Западной Европе был истреблён в XVIII веке, в Восточной — в XIX веке. В Польше, Чехии, Венгрии и в Скандинавии лось вновь расселился в результате охраны, начатой с 1920-х годов.
В Азии обитает от северной Монголии и северо-восточного Китая на юге до северной части сибирской тайги и до Тихоокеанского побережья на восток, а также Северном, Восточном и Центральном Казахстане.
В Северной Америке водится на Аляске, в Канаде и на северо-востоке США, доходя до штата Колорадо.
В России распространён до Ростовской области на юге. Численность приблизительно 730 тысяч особей, это примерно половина общей популяции — около полутора миллионов.

## Образ жизни и питание

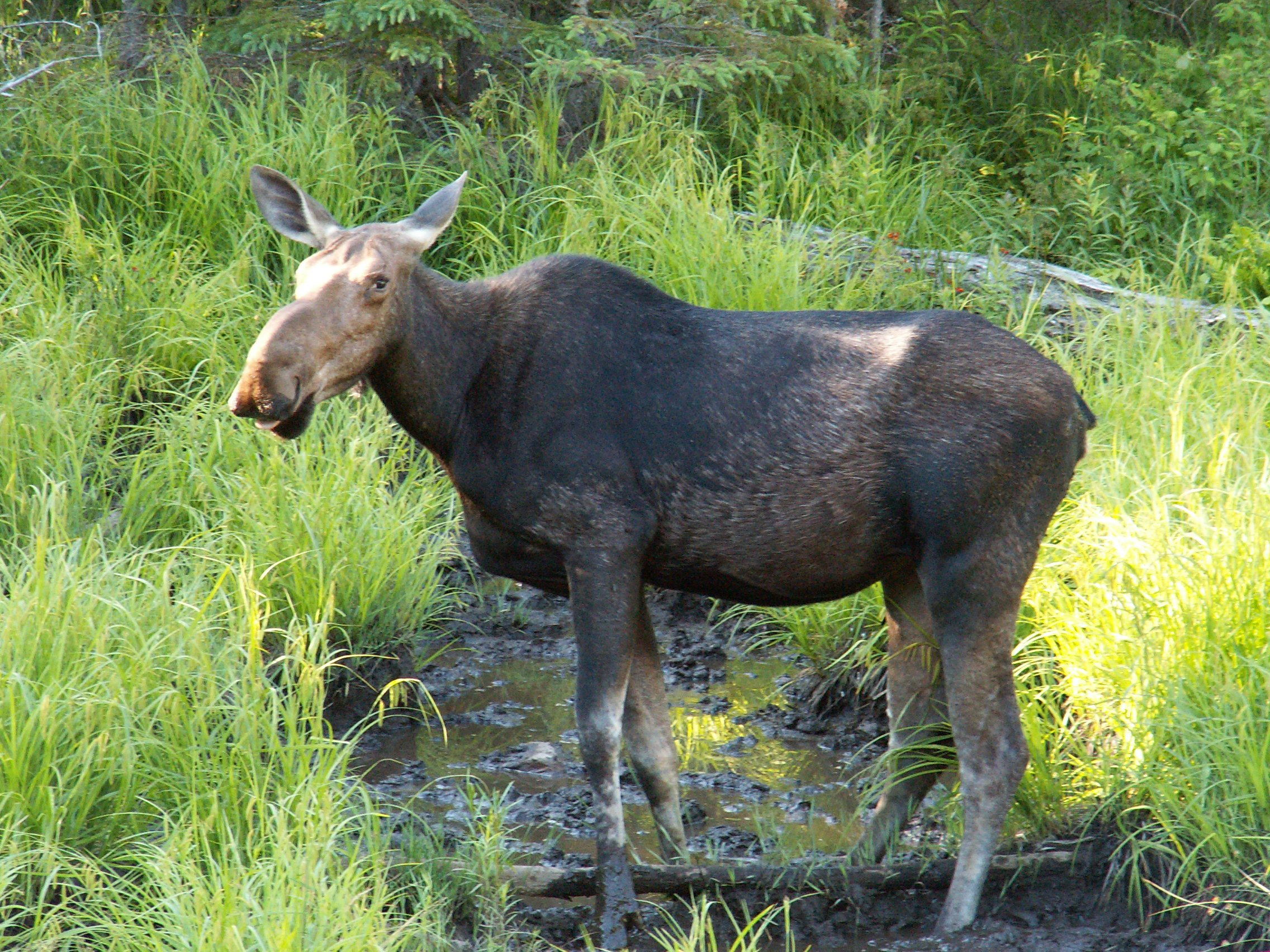
На переправе

Лоси населяют различные леса, заросли ивняков по берегам степных рек и озёр, в лесотундре держатся по березнякам и осинникам. В степи и тундре летом встречаются и вдали от леса, иногда на сотни километров. Большое значение для лосей имеет наличие болот, тихих рек и озёр, где летом они кормятся водной растительностью и спасаются от жары. Зимой для лося необходимы смешанные и хвойные леса с густым подлеском. В той части ареала, где высота снежного покрова не более 30—50 см, лоси живут оседло; там, где она достигает 70 см, на зиму совершают переходы в менее снежные районы. Переход к местам зимовок идёт постепенно и продолжается с октября по декабрь — январь. Первыми идут самки с лосятами, последними — взрослые самцы и самки без лосят. В день лоси проходят по 10—15 км. Обратные, весенние перекочёвки происходят во время таяния снегов и в обратном порядке: первыми идут взрослые самцы, последними — самки с лосятами.
У лосей нет определённых периодов приёма пищи и отдыха. Летом жара делает их ночными животными, днём загоняя на поляны, где дует ветер, в озёра и болота, где можно спрятаться по шею в воду, или в густые хвойные молодняки, которые немного защищают от насекомых. Зимой лоси кормятся днём, а ночью почти всё время остаются на лёжке. В большие морозы животные ложатся в рыхлый снег так, что над ним торчат только голова и холка, что сокращает теплоотдачу. Зимой лось сильно вытаптывает снег на участке, называемом у охотников лосиным «стойбищем», стойбом. Расположение стойб зависит от кормных мест. В Средней России это в основном молодые сосняки, в Сибири — заросли ивняков или кустарниковых берёз по берегам рек, на Дальнем Востоке — редкостойные хвойные леса с лиственным подлеском. Одним стойбом могут пользоваться несколько лосей одновременно; в приокских сосновых борах в 1950-х годах зимой на некоторых участках собиралось до 100 и более лосей на 1000 га.

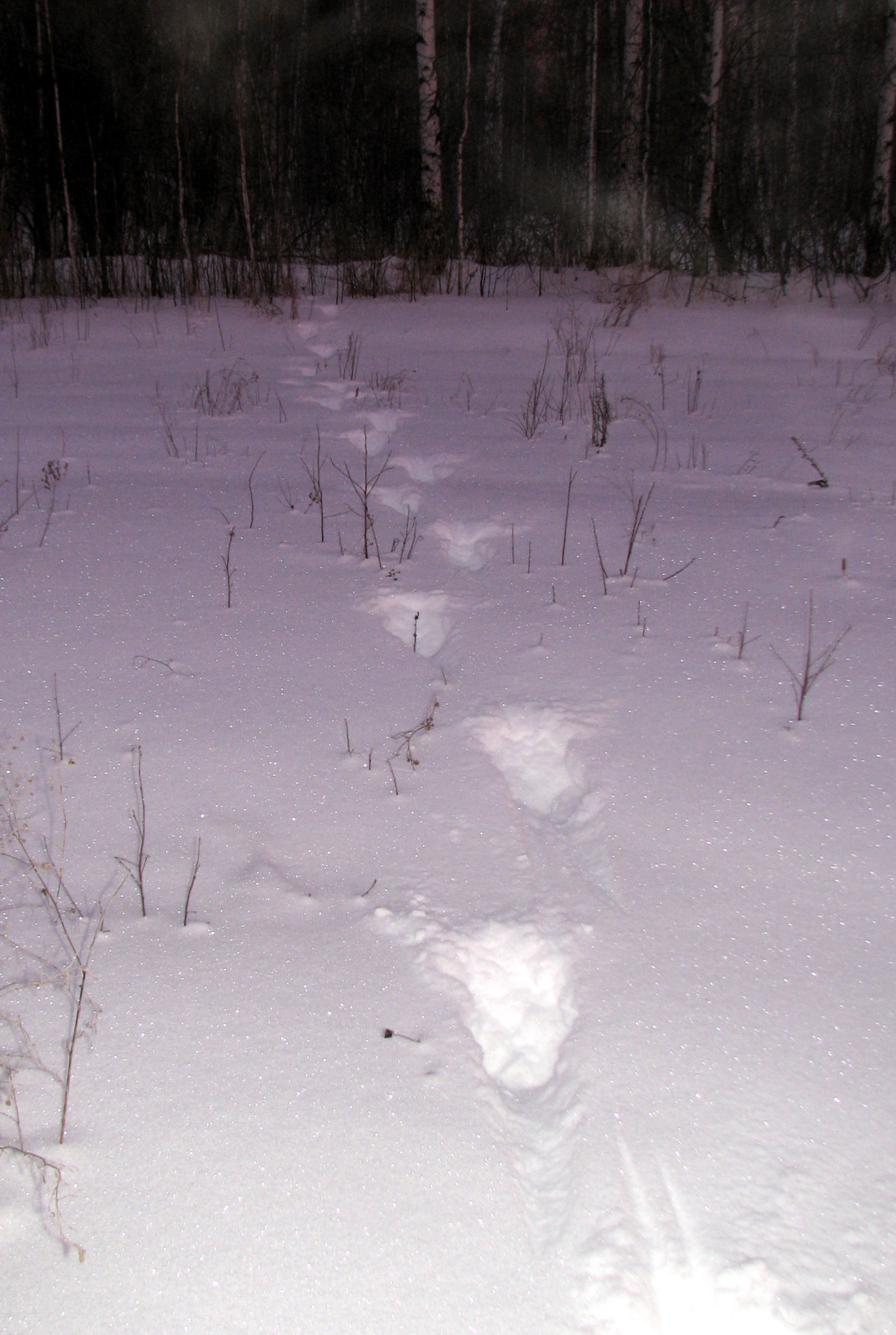
Следы лося на снегу. Знаменский район Омской области

Лоси питаются древесно-кустарниковой и травянистой растительностью, а также мхами, лишайниками и грибами. Летом они поедают листья, доставая их благодаря своему росту со значительной высоты; кормятся водными и околоводными растениями (вахта, калужница, кубышки, кувшинки, хвощи), а также высокими травами на гарях и лесосеках — кипреем, щавелем. В конце лета отыскивают шляпочные грибы (в том числе мухоморы, которые используют как лекарственное средство), веточки черники и брусники с ягодами. С сентября начинают скусывать побеги и ветви деревьев и кустарников и к ноябрю почти полностью переходят на веточный корм. К числу основных зимних кормов лосей относятся ива, сосна (в Северной Америке — пихта), осина, рябина, берёза, малина; в оттепели они гложут кору. За сутки взрослый лось съедает: летом около 35 кг корма, а зимой — 12—15 кг; за год — около 7 т. При большой численности лоси повреждают лесные питомники и посадки. Почти повсюду лоси посещают солонцы; зимой слизывают соль даже с шоссейных дорог.
Лоси быстро бегают, до 56 км/ч; хорошо плавают. Разыскивая водные растения, могут держать голову под водой больше минуты. От хищников обороняются ударами передних ног. Даже бурый медведь не решается нападать на открытой местности на самца лося. Как правило медведь старается напасть при наличии кустарника, чтобы лось был ограничен в движениях. Из органов чувств у лося лучше всего развиты слух и обоняние; зрение слабое — неподвижно стоящего человека он не видит на расстоянии нескольких десятков метров.
Лось очень редко первым нападает на человека. Обычно нападение происходит при раздражающих факторах или приближении к лосятам.

## Социальная структура и размножение

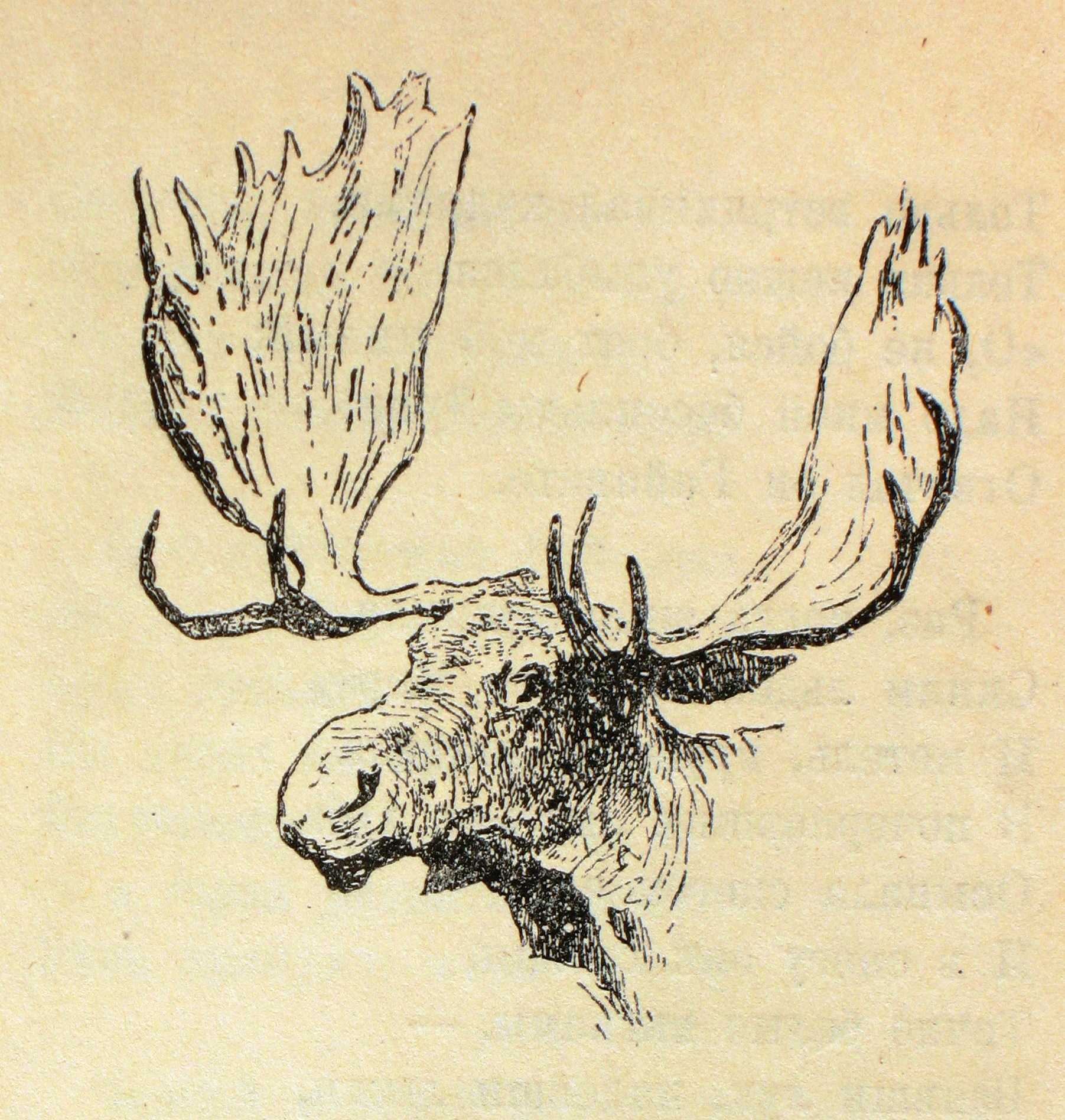
Лось. Рисунок Ф. Ремингтона

Самцы и холостые самки живут поодиночке или небольшими группами по 3—4 животных. Летом и зимой взрослые самки ходят с лосятами, образуя группы из 3—4 голов, иногда к ним присоединяются самцы и холостые самки, образуя стадо в 5—8 голов. Весной эти стада распадаются.
Гон у лося происходит в тот же сезон, что у оленя, — в сентябре—октябре и сопровождается характерным глухим рёвом самцов («стоном»). Во время гона самцы и самки возбуждены и агрессивны, могут напасть даже на человека. Самцы устраивают поединки, иногда до смерти. В отличие от большинства оленей, лось — условный моногам, редко спаривается более, чем с одной самкой.
Беременность у лосихи длится 225—240 дней, отёл растянут с апреля по июнь. В помёте обычно один лосёнок; старые самки могут рожать двойни. Окраска новорождённого светло-рыжая, без белых пятен, характерных для оленей. Лосята могут вставать через несколько минут после рождения, через три дня свободно передвигаются. Молочное кормление продолжается 3,5—4 месяца; молоко лосихи имеет жирность 8—13 %, то есть в три—четыре раза жирнее коровьего, и содержит в пять раз больше белков (12—16 %).
Половозрелыми лоси становятся в два года. После 12 лет лось начинает стареть; в природе лосей старше 10 лет не более 3 %. В неволе доживают до 20—22 лет.

## Хозяйственное значение

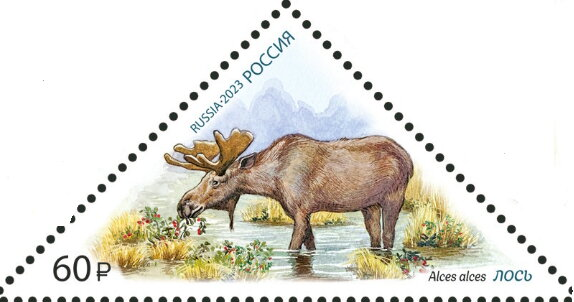
Почтовая марка — Фауна России. Мамонтовая фауна. Лось

Ценное промысловое животное (используется мясо и прочная шкура, идущая на выделку кож).

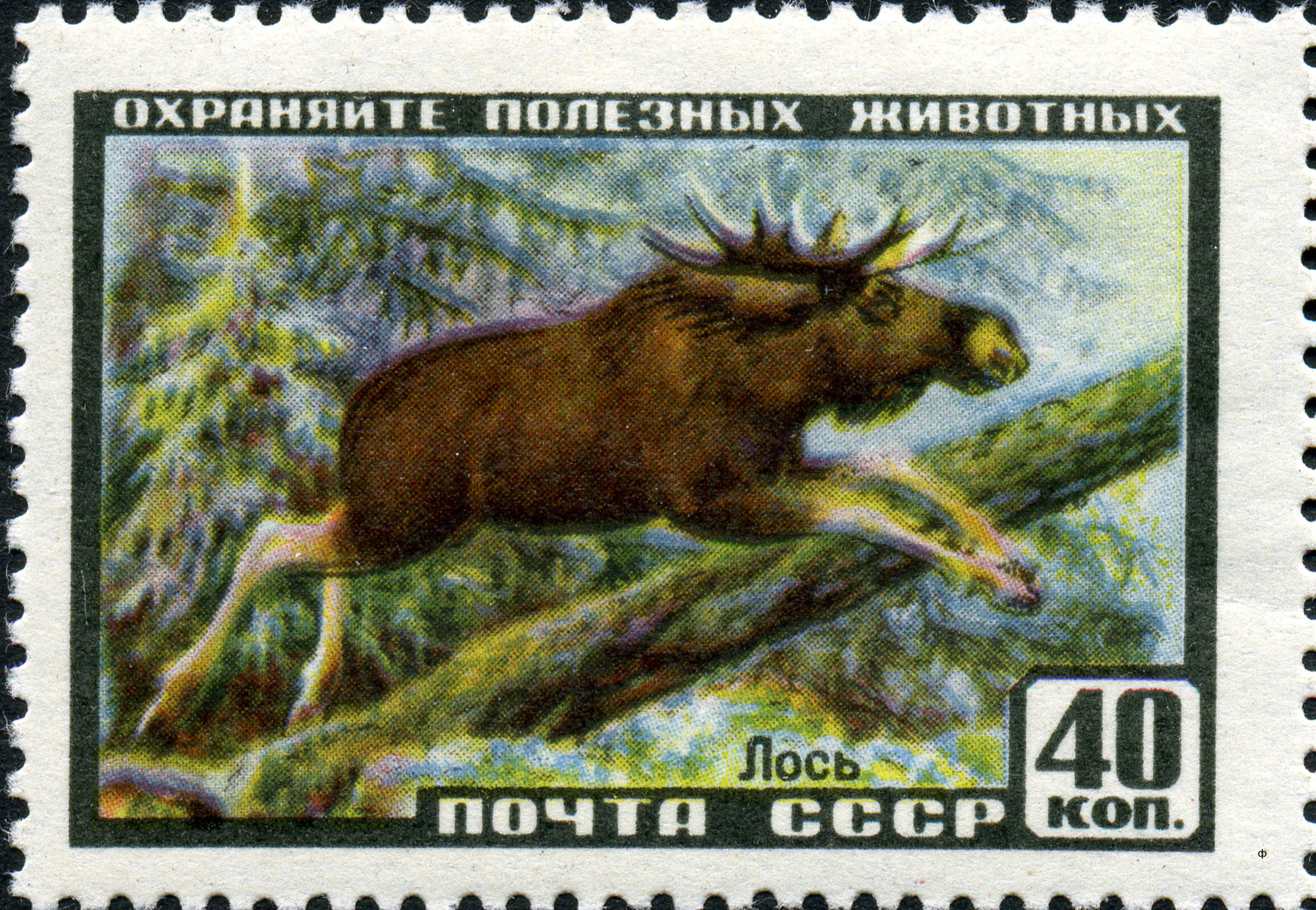
Почтовая марка СССР, 1957 год

В России и Скандинавии предпринимались попытки одомашнить и использовать лосей как ездовое и молочное животное, однако сложность содержания делает это экономически нецелесообразным. В СССР существовало семь лосеферм, в настоящее время существует две — лосеферма Печоро-Илычского заповедника в посёлке Якша и Сумароковская лосиная ферма в Костромской области. Эти эксперименты отражены в фильме А. Згуриди «Повесть о лесном великане». Обе лосиные фермы государственные. На фермах проводятся экскурсии.
Лосиное молоко сходно по вкусу с коровьим, но более жирное и менее сладкое. Используется в лечебном питании. В целях консервации замораживается.
Мясо лосей уступает по вкусовым качествам мясу других оленей, — оно менее жирное и более жёсткое. Используется в основном для производства консервов и сырокопчёных колбас.

## Численность

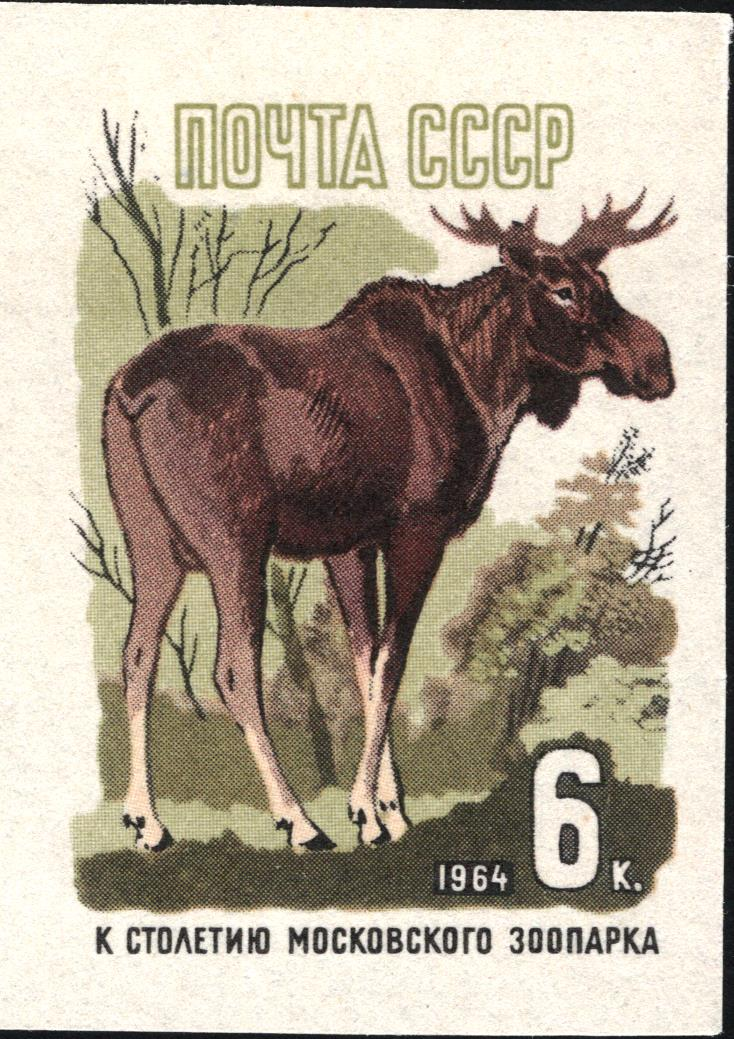
Почтовая марка СССР, 1964 год

Годовая смертность среди взрослых лосей от 7 до 15 %; молодняка на первом году погибает до 50 %. На лосей охотятся волки и медведи (бурый медведь, гризли); добычей обычно становятся молодые, больные и старые животные. Волки практически неопасны для здоровых взрослых особей. Для лосей характерно заболевание, вызванное нематодой Parelaphostrongylus tenuis, поражающей нервную систему, и клещами. Часто их сбивают автомобили, причём от этого нередко страдают и сами автомобилисты. На данное животное разрешена охота практически во всей Евразии, и количество голов ежегодно растёт.